# Щёлково (станция)
Щёлково — железнодорожная станция хордовой линии Мытищи — Фрязево Ярославского направления Московской железной дороги. Расположена в одноимённом городе Московской области. Входит в Московско-Курский центр организации работы железнодорожных станций ДЦС-1 Московской дирекции управления движением. По основному характеру работы является промежуточной, по объёму работы отнесена ко 2 классу.
На станции две островных платформы, соединённые пешеходным мостиком через пути.
Оборудована турникетами.
Время движения от Ярославского вокзала — около часа, от станции Фрязево — около 50 минут.

## Транспорт
Автобусы:
- 1 (ул. Полевая — ст. Щёлково — ЖБК)
- 24 (мкр. Заречный — ст. Щёлково — пл. Загорянская)
- 29 (ст. Щёлково — а/с «Фрязино» — д/о «Щёлково» (1 раз в день))
- 35 (ст. Щёлково — а/с «Фрязино» — Фряново)
- 36 (Новый мост — ст. Щёлково — Оболдино)
- 37 (ст. Щёлково — а/с «Фрязино» — Петровское)
- 40 (ст. Пушкино — Ивантеевка — ст. Щёлково)
- 361 (а/с «Фрязино» — ст. Щёлково — Москва (м. Щёлковская))

Микроавтобусы:
- 25 (мкр. Заречный — ст. Щёлково — Биокомбинат)
- 50 (Питомник — ст. Щёлково — Звёздный городок)
- 58 (ст. Подлипки — пл. Загорянская — ст. Щёлково)

## Фотогалерея
- Вид на платформу в сторону Фрязева
- Магазин и автостоянка у станции
- Переходный мостик
- Станция 4.05.2009
- Турникетный павильон на платформе в сторону Москвы